# Franck Doté
Franck Doté (Togo, 15 de diciembre de 1975) es un exfutbolista y entrenador de fútbol de Togo que jugaba en la posición de delantero centro. Actualmente es entrenador asistente de Togo.

## Carrera

### Club
| Periodo   | Club             |
| --------- | ---------------- |
| 1995-1997 | Dynamic Togolais |
| 1998-1999 | AS Mangasport    |
| 2000-2004 | Wongosport       |
| 2005-2006 | Safa SC          |

### Selección nacional
Jugó para Togo en 41 ocasiones de 1994 a 2001 y anotó un gol, el cual fue en la victoria por 2-1 ante Ghana en la Copa Africana de Naciones 1998.

### Entrenador
| Periodo   | Club            |
| --------- | --------------- |
| 2014-2019 | Ifodje Atakpamé |